# Herb powiatu nowosądeckiego
Herb powiatu nowosądeckiego – jeden z symboli powiatu nowosądeckiego, ustanowiony 31 maja 1999.

## Wygląd i symbolika
Herb przedstawia na tarczy dwudzielnej w słup w polu prawym trzy pasy czerwone i trzy złote na przemian, a w polu lewym czerwonym dziewięć  gwiazd złotych w trzech rzędach po trzy.
Pierwsza wzmianka o herbie ziemi sądeckiej pochodzi z XVI w. Znajduje się w Kronice wszystkiego świata Marcina Bielskiego wydanej w 1551. Herb powiatu jest odmianą herbu ziemi sandomierskiej.